# Pobjoy
Pobjoy (英国)公司是由Douglas R. Pobjoy創建的一家英國航空引擎公司，最終其被肖特兄弟公司收購。

## 歷史
自1926年開始Douglas R. Pobjoy就開始設計一系列小型星形活塞發動機，並於1930年成立了Pobjoy Airmotors & Aircraft Ltd，所有它生產的發動有著7個汽缸，并且有著相對高的轉速和連接在曲軸上的螺旋槳軸上的正齒齒輪。

## 主要產品
公司的第一台發動機是1927年設計的Pobjoy P，它於1928年定型，它只有直徑只有25英吋，它的汽缸容量為2.385 X 3.425英吋，輸出功率为65馬力在
3,000 rpm時。
下一個產品為Pobjoy R，後來改名為Cataract，汽缸內徑增加到3.0625英吋，在3300rpm時輸出功率為75馬力（不久後增加到80馬力）。
1934年，公司生產了Niagara發動機，增加了配氣機構和一些改進，在3650rpm時，輸出功率達到了95馬力（Niagara III）。
1937年在Niagara V型發動機上，汽缸內徑繼續增加到3.21875英寸，在4000rpm時，輸出功率達到了130馬力。

## 公司情況
公司於1935年上市，肖特兄弟公司於1936年購買到了控制權。Pobjoy設計了世界上第一個APUs和輔助齒輪箱。
Pobjoy本人於1947年死於空難，當時他正在設計其戰後的第一台發動機。